# Kristoffer Polaha

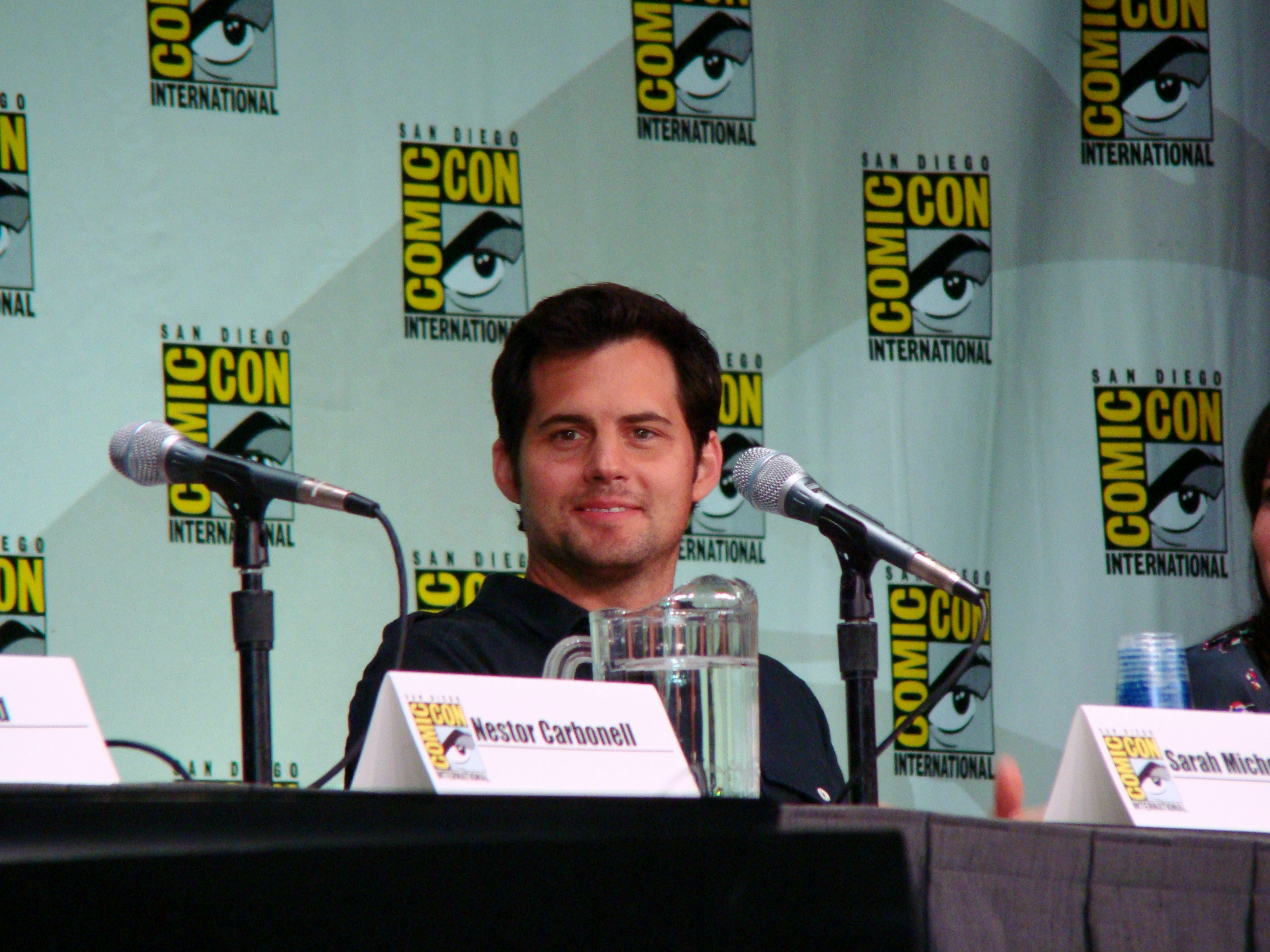
Kristoffer Polaha

Kristoffer Jon Polaha (Reno (Nevada), 18 februari 1977) is een Amerikaans acteur.

## Huwelijk
Polaha is in 2003 getrouwd met actrice Julianne Morris, met wie hij drie kinderen heeft.

## Carrière
Polaha begon in 2001 met acteren in de televisieserie Angel, waarna hij nog meerdere rollen speelde in televisieseries en films.

## Filmografie

### Films
Uitgezonderd korte films.
- 2024 The Christmas Quest - als Chase Baxter
- 2024 The Christmas Letter - als Barry de barkeeper
- 2024 Right Here, Right Now - als mr. Lowe
- 2023 A Biltmore Christmas - als Jack Huston
- 2023 The Shift - als Kevin Garner
- 2023 The Chain that Binds - als Rae Terraneo
- 2023 A Winning Team - als Ian
- 2022 Haul out the Holly - als Kevin
- 2022 We Wish You a Married Christmas - als Robby
- 2022 Buried in Barstow - als Elliot
- 2022 Jurassic World Dominion - als Wyatt
- 2021 A Dickens of a Holiday! - als Jake Dorsey
- 2020 Wonder Woman 1984 - als knappe man
- 2019 Double Holiday - als Chris
- 2019 Mystery 101: Dead Talk - als Travis Burke
- 2019 Mystery 101: Words Can Kill - als Travis Burke
- 2019 Mystery 101: Playing Dead - als Travis Burke
- 2019 Beneath the Leaves - als rechercheur Brian Larson
- 2018 Small Town Christmas - als Emmett Turner
- 2018 Pearl in Paradise - als Colin Page
- 2018 Run the Race - als Michael Truett
- 2018 Bachelor Lions - als James Harmon
- 2017 Rocky Mountain Christmas - als Graham Mitchell
- 2016 Hearts of Christmas - als Matt Crawford
- 2016 Vineland - als Alexander
- 2016 Dater's Handbook - als Robert
- 2014 Atlas Shrugged: Part III - als John Galt
- 2014 Where Hope Grows - als Calvin
- 2014 Back in the Day - als Len Brenneman
- 2013 Devil's Knot - als Val Price
- 2003 America's Prince: The John F. Kennedy Jr. Story - als John F. Kennedy jr.
- 2003 Splitsville - als Wes Brown
- 2002 Aller simple pour Manhattan - als Peter
- 2001 The Third Degree - als Jason

### Televisieseries
Uitgezonderd eenmalige gastrollen.
- 2023 Harlan Coben's Shelter - als Brad - 4 afl.
- 2019-2021 Mystery 101 - als Travis Burke - 7 afl.
- 2018-2020 Condor - als Sam Barber - 8 afl.
- 2017 Get Shorty - als Jeffrey - 5 afl.
- 2015-2016 Castle - als Caleb Brown - 4 afl.
- 2015 Stalker - als Nathan Grant - 2 afl.
- 2015 Backstrom - als Peter Niedermayer - 13 afl.
- 2014 Dating in LA and Other Urban Myths - als Alex - 3 afl.
- 2012 Made in Jersey - als Nolan Adams - 7 afl.
- 2012 Awkward - als Ben - 2 afl.
- 2011-2012 Ringer - als Henry Butler - 22 afl.
- 2010-2011 Life Unexpected - als Nate 'Baze' Bazile - 26 afl.
- 2007-2009 Mad Men - als Carlton Hanson - 4 afl.
- 2008-2009 Valentine - als Danny Valentine / Eros - 8 afl.
- 2008 Miss Guided - als Tim O'Malley - 7 afl.
- 2004-2005 North Shore - als Jason Matthews - 21 afl.
- 2003 Tru Calling - als Mark Evans - 3 afl.
- 2001-2002 That's Life - als Gavin - 2 afl.

- Gemeinsame Normdatei: 107185366X
- International Standard Name Identifier: 0000 0001 0384 7264
- Library of Congress Control Number: no2010136099
- Virtual International Authority File: 155193933
- WorldCat: E39PBJh4xxfwYCk9W3HVHkDwmd